# Calea ferată Apahida–Dej
Calea ferată Apahida–Dej este o cale ferată principală în România. Ea traversează nord-vestul Transilvaniei, pe valea râului Someșul Mic.

## Istoric
La momentul construirii căii ferate, regiunea Transilvania aparținea de Regatul Ungariei. La începutul anilor 1870 compania Ungarische Ostbahn a construit o serie de căi ferate care au conectat cele mai mari orașe din Transilvania cu orașele din Ungaria Centrală. Aceste linii au trecut puțin mai târziu în posesia companiei feroviare maghiare de stat MÁV. Ca urmare, unele companii locale particulare de cale ferată au început să construiască legături feroviare de la rețeaua feroviară existentă către diferite regiuni ale Transilvaniei.
Compania feroviară locală Számostalbahn a construit prima linie a sa din localitatea Apahida de pe Calea ferată Cluj–Războieni către Dej. Această cale ferată a putut fi pusă în funcțiune la 15 septembrie 1881.
La sfârșitul primului război mondial, Transilvania a devenit parte componentă a României, iar căile ferate din Transilvania au fost preluate de compania feroviară română de stat CFR. În urma Dictatului de la Viena (1940), teritoriul Transilvaniei a fost împărțit între România și Ungaria, iar acest traseu feroviar a trecut temporar pe teritoriul Ungariei. În 1944 calea ferată a redevenit românească.

## Situație actuală
Întreaga cale ferată este electrificată și cu linie dublă. Pe aici trec zilnic mai multe trenuri accelerate. Traseul este foarte important și pentru traficul de marfă.

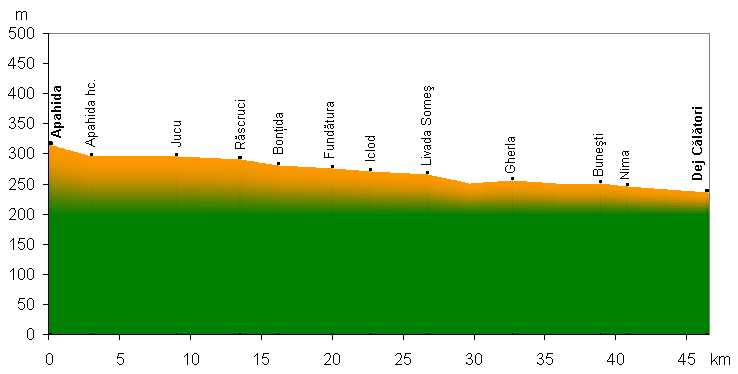
Profilul la înălțime al căii ferate